# قاي إرفين
قاي إرفين (بالإنجليزية: Guy Erwin)‏ هو عالم عقيدة أمريكي، ولد في القرن العشرين في أوكلاهوما في الولايات المتحدة.